# Ove Säverman
Ove Säverman, född 14 februari 1944, är en svensk författare och journalist vid Dagens Nyheter (DN). Säverman var i många år redaktör för avdelningen Namn & Nytt. Han är fortfarande verksam som kåsör i DN.
2024 utkom han med mastodontbiografin som tagit honom 25 år att skriva, Jules Sylvain: en inte fullt så enkel tulipan - Schlagerbögen i folkhemmet.